# كورنيليا فان دير فير
كورنيليا فان دير فير (بالهولندية: Cornelia van der Veer)‏ (30 أغسطس 1639، أمستردام في هولندا - 18 أكتوبر 1704، أمستردام في هولندا)؛ كاتِبة وشاعرة هولندية.